# Creutznacher Haus

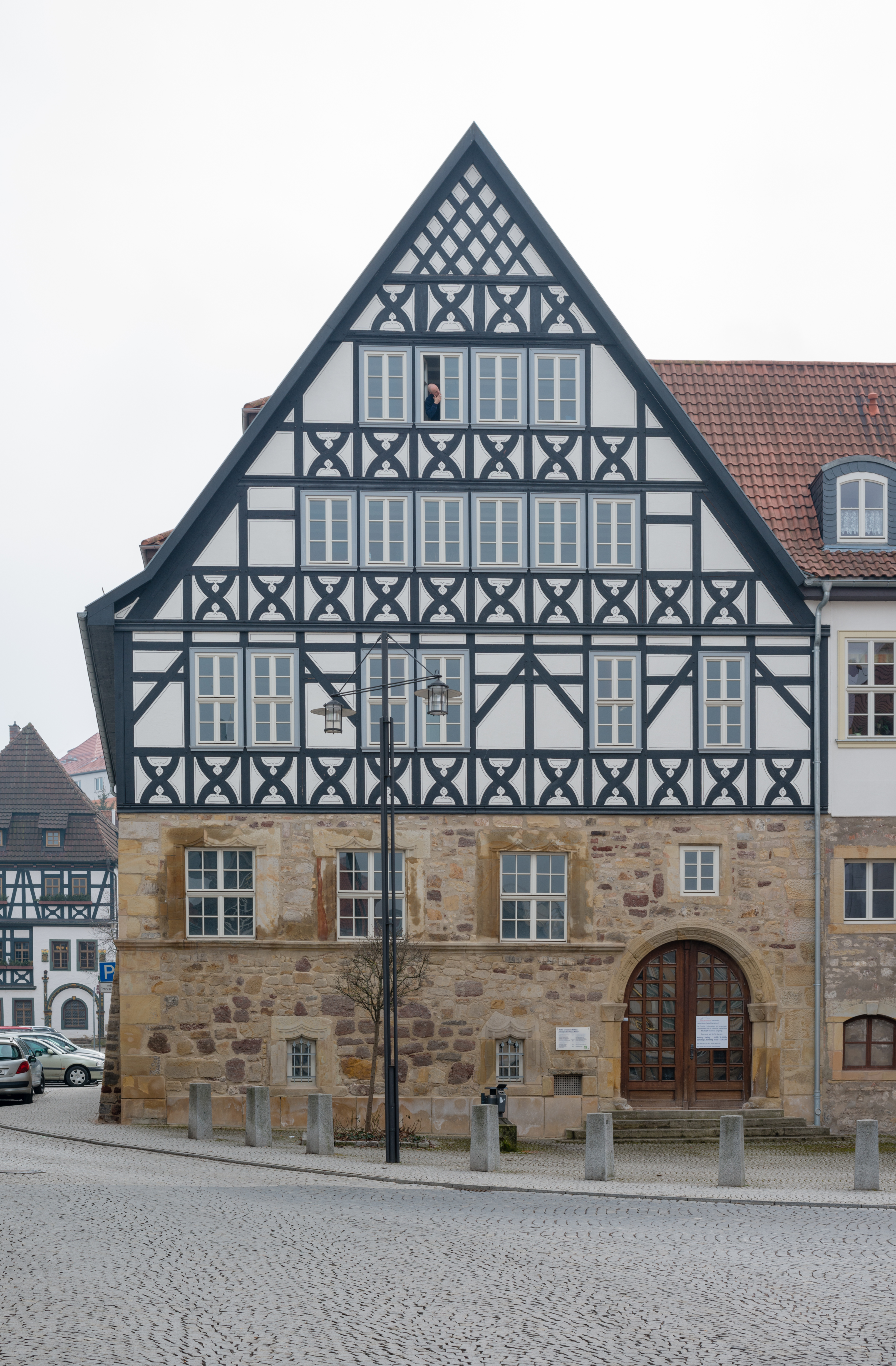
Ansicht von Norden

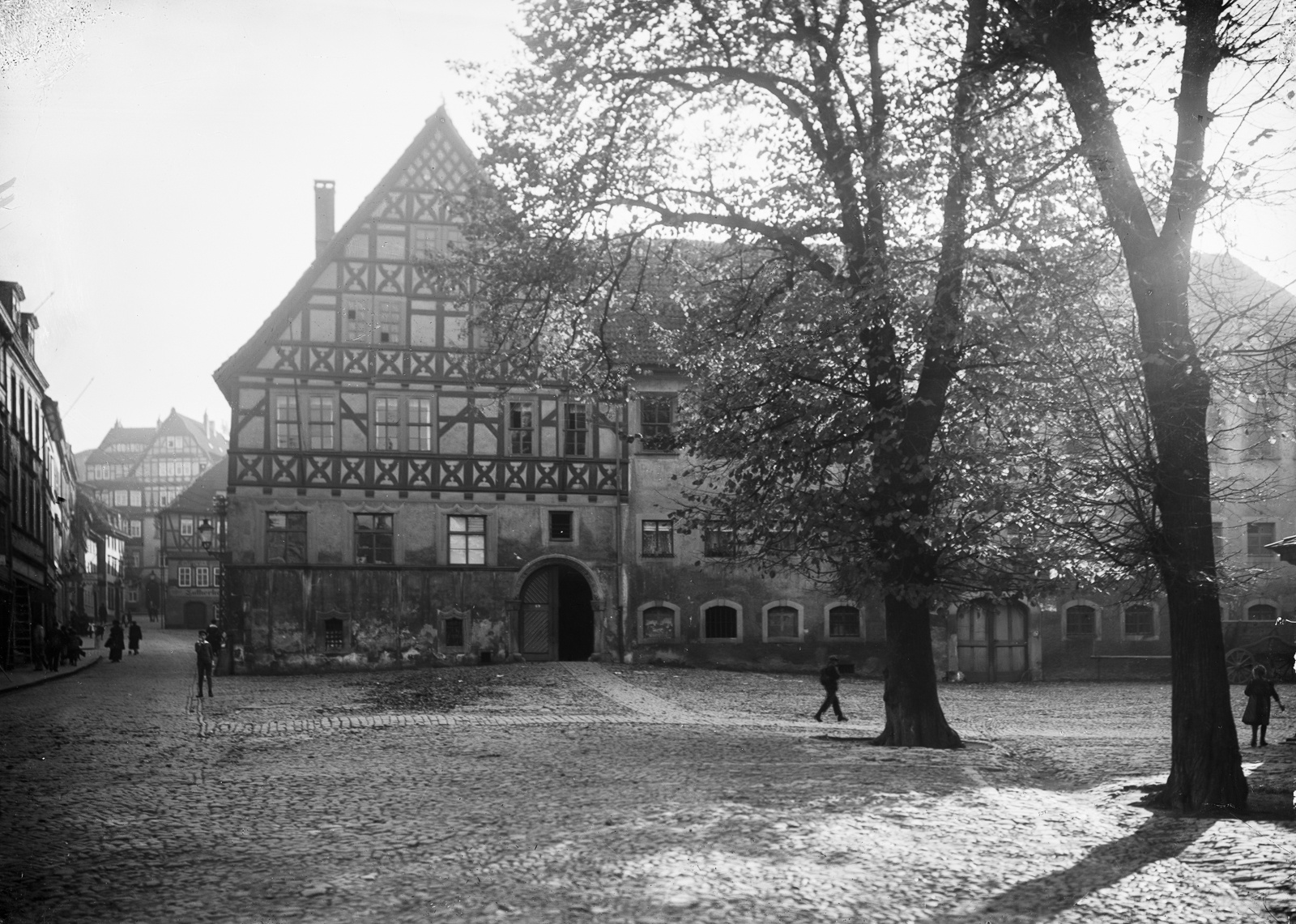
Ansicht um 1920

Das Creutznacher Haus ist ein Baudenkmal an der Südseite des Marktplatzes der Stadt Eisenach in Thüringen. Die postalische Adresse ist Markt 9.

## Geschichte und Architektur

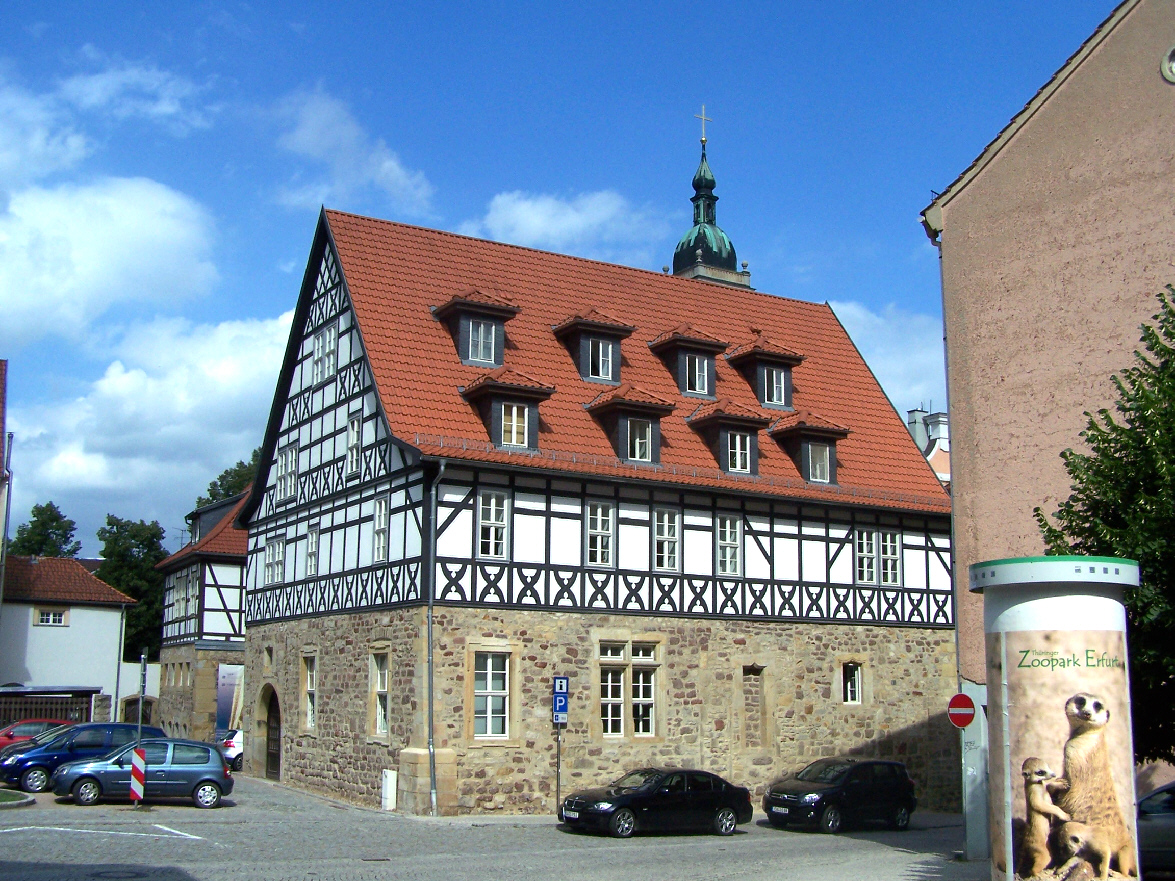
Ansicht von Südosten

Der wohlhabende Kaufmann und Patrizier Conrad Creutznacher ließ 1507 bis 1539 neben der Georgenkirche das später als Creutznacher Haus bekannt gewordene Bürgerhaus im Renaissancestil erbauen. Das Eingangsportal zum Marktplatz hin wurde 1559 an Stelle der älteren Einfahrt errichtet. Das Haus diente als Wohn- und Geschäftshaus sowie Lager. Die Bauform entspricht der der benachbarten, von Stadtbaumeister Hans Leonhardt gestalteten, Gebäude Lutherhaus und Rathaus.
Um 1600 erwarb Herzog Johann Ernst von Sachsen-Eisenach das Gebäude und ließ es in sein Residenzschloss auf der Esplanade integrieren, welches die Südseite des damals Mittwochsmarkt genannten Marktplatzes einnahm. Bei der teilweisen Schleifung der Residenz um 1742 blieb das Residenzhaus erhalten und diente fortan als Verwaltungsgebäude für Finanz- und Justizbehörden des Großherzogtums Sachsen-Weimar-Eisenach bzw. des Landes Thüringen, wofür es mehrfach umgebaut wurde.
Das zunächst verputzte Fachwerk der oberen Geschosse wurde bei einer Restaurierung 1885 freigelegt. Pläne aus den 1930er Jahren, die Carl-Alexander-Bibliothek im Creutznacher Haus unterzubringen, wurden nicht umgesetzt. Bei den Luftangriffen auf Eisenach im Zweiten Weltkrieg wurde das Gebäude, wie auch die historische Bebauung im Umfeld, beschädigt. Die Schäden wurden bis 1950 weitgehend beseitigt. Zu Zeiten der DDR diente das Gebäude als Verwaltungsgebäude des VEB Kraftverkehr.
Der Gebäudekomplex wurde 2002 bis 2005 aufwändig saniert, wobei die Fachwerkkonstruktion komplett abgetragen und unter Verwendung noch erhaltener und verwendbarer originaler Bauteile originalgetreu wiederaufgebaut wurde; nicht denkmalgerecht im Rahmen der Beseitigung der Kriegsschäden eingebaute Teile wurden ersetzt. Wegen unerlaubt herausgebrochener Zwischendecken wurde im Januar 2004 kurzzeitig ein Baustopp verhängt. Heute beherbergt das Gebäude Wohnungen, ein Tourismus-Büro und einen Veranstaltungssaal. Während der Sanierung und Erweiterung des nahe gelegenen Lutherhauses diente das Creutznacher Haus als Ausweichquartier der Lutherausstellung.